# Кровь поэта
«Кровь поэта» (фр. Le sang d'un poète, англ. The Blood of a Poet) — дебютный авангардный и сюрреалистичный фильм Жана Кокто, созданный в 1930 году. Его премьера состоялась в 1932 году в Париже. Является первым фильмом из так называемой трилогии Орфея.

## История создания
Покровитель искусств виконт Шарль де Ноай (фр. Arthur-Anne-Marie-Charles de Noailles, 1891—1981) первоначально заказал Кокто анимационный фильм, но режиссёр понял, что имеющиеся технические возможности во Франции не позволяли осуществить задуманное. Не обладая практическими кинематографическими навыками, ему пришлось изобретать подходящие ему приёмы съёмки и монтажа, пройти через технические трудности: «Я не знал ничего об искусстве кинематографии. Я изобретал кино для самого себя и обращался с ним, как рисовальщик, впервые обмакивающий палец в китайскую тушь и наносящий пятна на бумагу». Кокто замечал, что в Нью-Йорке Чарли Чаплин поразился тревелингу в темноте, но Кокто на то время не знал о существовании съёмки с движения: «…мы поставили актёра на доску и тащили за веревочку». Впоследствии Кокто говорил, что он недоволен результатом монтажа картины.
Фильм состоит из четырёх частей, во всех главный герой — молодой художник. Жан Кокто сам немного сыграл в своём фильме. «Кровь поэта» — первая часть трилогии Орфея. В картине ощущается влияние принципа автоматического письма, идущего от сюрреалистической литературы. Сам Кокто писал про фильм: «Каждый может быть поэтом, достаточно сесть у камина и забыться в полудрёме, в полугрезе. И тогда почти автоматически появятся образы иного, поэтического мира, образы, основанные на воспоминаниях и связанные между собой совершенно случайно». В начальных титрах указывается, что из самопроизвольного отбора натуры, формы, пластики, жестов произрастает реалистический документальный фильм об ирреальных событиях.
Луис Бунюэль говорил, что ему зачастую приписывают «Кровь поэта», а Кокто — снятый испанским режиссёром другой знаковый для киносюрреализма фильм «Андалузский пёс». Кокто возражал, что его картина снята под влиянием Бунюэля и отмечал, что «…наши стили, столь различные в те годы, смешиваются на временной дистанции до такой степени, что растворяются друг в друге». Зигфрид Кракауэр вспоминал, как в начале 1939 года посетил собрание парижского кружка «Amis des Soules», где перед просмотром фильма «Кровь поэта» было зачитано письмо Кокто, в котором он среди прочего утверждал, что его фильм ничего общего с сюрреализмом не имеет. Однако Кракауэр всё же относит эту литературную фантазию, представленную в экранных образах, к группе фильмов, снятых, как и «Андалузский пёс», под влиянием сюрреализма.
Зигмунд Фрейд написал о фильме статью, что это человек, за туалетом которого подглядывают в замочную скважину.